# David Warrilow
David Warrilow (Staffordshire, Inglaterra; 28 de diciembre de 1934-París, Francia; 17 de agosto de 1995) fue un actor británico.

## Filmografía
- Simon (1980) - Blades
- Strong Medicine (1981) - doctor
- Far from Poland (1984) - voz del General Jaruzelski
- Milan noir (1987) - Moran
- Días de radio (1987) - Roger
- Bright Lights, Big City (1988) - Rittenhouse
- L'orchestre rouge (1989) - Piepe
- Buster's Bedroom (1991) - Sr. Warlock
- Barton Fink (1991) - Garland Stanford
- Dakota Road (1992) - Douglas Stonea
- Les derniers jours d'Emmanuel Kant (1994) - Immanuel Kant
- Simon Tanner (1994, televisión - librero